# Clayton, Georgia
Clayton är administrativ huvudort i Rabun County i Georgia. Orten har fått sitt namn efter politikern Augustin Smith Clayton. Enligt 2020 års folkräkning hade Clayton 2 003 invånare.